# João Ximenes Braga
João Ximenes Braga (Rio de Janeiro, 1970) é um jornalista e escritor brasileiro conhecido nacionalmente por ter sido autor da telenovela Lado a Lado, vencedora do prêmio Emmy Internacional de melhor telenovela de 2013, ao lado de Claudia Lage.
Morou durante quatro anos em Nova Iorque, como correspondente do jornal O Globo, para onde escrevia uma coluna semanal de crônicas sobre a cidade. Depois voltou ao Brasil, continuando como colunista do jornal e escrevendo sobre cultura e comportamento.
Após Lado a Lado, desenvolveu sua primeira novela solo no horário das nove da Rede Globo, Babilônia, ao lado de Gilberto Braga e Ricardo Linhares em 2015, que não obteve grande êxito. Após desentendimentos com o Diretor de Dramaturgia da emissora, Silvio de Abreu, deixou a emissora no ano seguinte, após quase nove anos de casa.

## Televisão
| Ano  | Título            | Função          | Emissora   | Parceiros titulares             |
| ---- | ----------------- | --------------- | ---------- | ------------------------------- |
| 2007 | Paraíso Tropical  | Colaborador     | Rede Globo | Gilberto Braga Ricardo Linhares |
| 2011 | Insensato Coração | Colaborador     | Rede Globo | Gilberto Braga Ricardo Linhares |
| 2012 | Lado a Lado       | Autor principal | Rede Globo | Claudia Lage                    |
| 2015 | Babilônia         | Autor principal | Rede Globo | Gilberto Braga Ricardo Linhares |

## Livros
| Ano  | Título                                               | Editora      |
| ---- | ---------------------------------------------------- | ------------ |
| 2003 | Porra                                                | Objetiva     |
| 2005 | Juízo                                                | 7 Letras     |
| 2009 | A Mulher Que Transou Com o Cavalo e Outras Histórias | Língua Geral |
| 2010 | A Dominatrix Gorda                                   | Rocco        |
| 2021 | Necrochorume                                         | 7 Letras     |